# 托馬斯·海德
托馬斯·海德（Thomas Hyde，1639年6月29日—1703年2月18日），是當時英國第一流的東方學學者，也是著名的版圖遊戲研究者。

## 生平
生於英格兰西部施洛普郡比靈斯利，有語言天分，十六歲入剑桥大学国王学院學習東方語言。一年後，便应邀去伦敦协助编纂多國语圣经。
海德精通土耳其语、阿拉伯语、叙利亚语、波斯语、希伯来语和马来语，也會汉语
，因此兼任英国宫廷的东方语言翻译，曾为英格兰国王查理二世、詹姆士二世和威廉三世服务。
1658年，被聘为牛津大学王后学院希伯来语讲师。1659年，被授予硕士学位，同年被任命为牛津大学博德利圖書館馆员，於1665年任图书馆长。
1673年被选为格洛斯特副主教，1682年获神学博士。1691年起，继任牛津大学阿拉伯语教授，1697年起，任希伯来语教授。
海德於1701年辞去图书馆长职务。1703年2月18日在牛津逝世。

## 版圖遊戲
海德對各種局戲感興趣，尤其是象棋類遊戲。一生没有踏出过国门，但因英国宫廷的翻译，通过与来自东方各国使者的交流，使他獲得大量有关东方版圖遊戲知识。
1694年，他以拉丁文寫了一本游戏史上的第一部划时代巨著《東方局戲》（De Ludis Orientalibus libri duo），书中引用许多阿拉伯文、希腊文、梵文、波斯文以及中文写的原始资料和插图，向西方人介紹圍棋、中國象棋、升官圖、波斯象棋等遊戲。
后世出版關於象棋史的权威著作都采用海德的研究，如《国际象棋史》。